# Жельмово
Жельмово (пол. Żelmowo) — село в Польщі, у гміні Радово-Мале Лобезького повіту Західнопоморського воєводства.
Населення — 134 особи (2011).
У 1975-1998 роках село належало до Щецинського воєводства.

## Демографія
Демографічна структура станом на 31 березня 2011 року:
|          | Загалом | Допрацездатний вік | Працездатний вік | Постпрацездатний вік |
| -------- | ------- | ------------------ | ---------------- | -------------------- |
| Чоловіки | 64      | 12                 | 48               | 4                    |
| Жінки    | 70      | 19                 | 41               | 10                   |
| Разом    | 134     | 31                 | 89               | 14                   |